# Laissaud
Laissaud là một xã thuộc tỉnh Savoie trong vùng Auvergne-Rhône-Alpes ở đông nam nước Pháp. Xã này nằm ở khu vực có độ cao từ 260-245 mét trên mực nước biển.